# Чан Дай Куанг
Чан Дай Куанг (в'єт. Trần Đại Quang; нар. 12 жовтня 1956, комуна Куанг Тієн, округ Кім Сон пров. Ніньбінь — 21 вересня 2018, Ханой) — десятий президент В'єтнаму (2016—2018), доктор філософії в галузі юридичних наук, професор. Депутат Національних Зборів 13-го скликання.

## Життєпис
Народився 12 жовтня 1956 року в комуні Куанг Тієн, округ Кім Сон провінція Ніньбінь, В'єтнам. У 1975 році закінчив школу народної поліції та школу іноземних мов при МВС В'єтнаму. Володів китайською мовою..
З жовтня 1975 по червень 1987 року співробітник 1 департаменту політичного захисту, а також заступник начальника II департаменту політичного захисту по кадровій службі при МВС В'єтнаму.
З червня 1987 по червень 1990 року начальник департаменту кадрів та начальник відділу цивільної служби II департаменту політичного захисту при МВС.
Червень 1990-вересень 1996 року: заступник секретаря парткому і заступник керівника Департаменту власної безпеки, Міністерство внутрішніх справ В'єтнаму.
Вересень 1996 — жовтень 2000: Керівник департаменту власної безпеки, Міністерства громадської безпеки; член департаменту по загальній безпеці КПВ; член Департаменту загальної безпеки Постійного комітету КПВ і секретар штабу безпеки партійного комітету у відділі міністерства громадської безпеки.
З жовтня 2000 року — по квітень 2006 року заступник секретаря парткому і заступник начальника Управління загальної безпеки, Міністерства громадської безпеки; підвищено до генерал-майора (2003); і присвоєно звання доцента (2003).
Квітень 2006 року — січень 2011 року: Член ЦК партії 10 скликання, член Центрального Народного Комітету з громадської безпеки, член Постійного Центрального партійного комітету з питань громадської безпеки, заступник міністра громадської безпеки, генерал-лейтенанти (2007), і присвоєно звання професора (2009).
З січня 2011 — по серпень 2011: член Політбюро, член Постійного Центрального партійного комітету з питань громадської безпеки, заступник міністра громадської безпеки СРВ.
З серпня 2011 року по 21 вересня 2018 року був членом Політбюро ЦК КПВ (11 і 12 скликань), членом Ради національної оборони і безпеки, делегат партії в уряді, секретарем Центрального Партійного Комітету громадської безпеки, Міністром громадської безпеки, отримав військове звання старшого генерал-лейтенанта (2011) і генерала (2012), глава центрального керівного комітету в Нагір'я, депутат Національних Зборів 13-го скликання, заступник голови центрального керівного комітету по боротьбі з корупцією, заступник голови центрального внутрішнього підкомітету політичного захисту.
Президент В'єтнаму Чан Дай Куанг помер в 10:05 ранку 21 вересня 2018 року у військовому шпиталі Ханоя після важкої хвороби.